# 34D/Гейла
Комета Гейла (34D/Gale) — короткопериодическая комета из семейства Юпитера, которая была открыта 7 июня 1927 года австралийским астрономом Уолтером Гейлом неподалёку от звезды θ Южной Рыбы. Он описал её как диффузный объект 8,0 m с комой около 3 ' угловых минут в поперечнике. Комета считается потерянной. Рассчитанный период обращения составляет — чуть менее 11 лет.

Орбита кометы Гейла и её положение в Солнечной системе

## История наблюдений
К моменту своего открытия комета достигла максимальной яркости и начала медленно угасать, пока 2 сентября не была потеряна окончательно. Комета была видна только в южном полушарии, поэтому ни одна крупная европейская обсерватория её не наблюдала. Использую позиции кометы в период с 10 по 24 июня, Гарри Вуд вычислил первую эллиптическую орбиту, по которой, комета прошла перигелий 14 июня на расстоянии 1,3 а. е. и обладала периодом обращения 11,03 года. 
Согласно этим расчётам в следующий раз комета должна была пройти перигелий в 1938 году. 26 апреля американский астроном Лиланд Каннингем опубликовал уточнённую орбиту, из которых следовало, что комета пройдёт перигелий 16 мая и в течение 30 дней после этого будет обнаружена с вероятности 99%. И 1 мая в обсерватории Ок-Ридж он действительно её обнаружил. Он описал её как диффузный объект 10,0 m с центральной конденсацией 30 " и комой 100 " угловых секунд в поперечнике. Текущее положение кометы указывало на необходимости корректировки расчётов на +32,6 суток. В дальнейшем, хотя комета удалялась от Солнца и должна была постепенно тускнеть, её яркость оставалась значительно выше расчётной 9,0 m против 11,0 m. А 5 июля, всего за девять дней до её последнего наблюдения, яркость кометы подскочила до 8,0 m. 
Следующее возвращение ожидалось в 1949 году. Поисками кометы занимались астрономы шести разных обсерваторий, но обнаружить её так и не удалось. Учёные сделали вывод, что в этот раз комета либо, сильно отклонилась от своего предсказанного курса, либо была намного слабее, чем ожидалось. Заново проанализировав фотографии кометы за 1927 и 1938 годы, Эрнест Джонсон отметил, что в 1938 кометы выглядела более рассеянной, чем ранее — так наличие центральной конденсации в 1938 году отмечалось лишь однажды. 
Поиски кометы во время её предполагаемых возвращений в 1960, 1970, 1981 и 1992 годах практически не проводились, поскольку условия для наблюдений считались крайне неблагоприятными. Так в 1992 году, к тому моменту как яркость кометы должна была достичь 20,0 m звёздной величины, она должна была находиться уже всего в 45 ° от Солнца, а при максимальной магнитуде в 14,4 m — удаление от Солнца достигало бы всего 6 °. Британский астроном Брайан Марсден предположил, что даже если в 1927 и 1938 годов орбита была рассчитано точно, гравитационные возмущения со стороны планет могут отодвинуть фактический проход перигелия на несколько недель в обе стороны от более поздних предсказаний, так что реальное положение кометы может отличиться от ожидаемого на несколько градусов.

## Сближение с планетами
В XX веке комета должна была испытать по два тесных сближения с Землёй и Юпитером и одно — с Сатурном. Хотя существует неопределенность относительно местоположения кометы после нескольких лет отсутствия наблюдений, следующая информация основана на орбите, которая лучше всего соответствует позициям 1927 и 1938 годов и даст некоторое представление о её движении. 
- 0,11 а. е. от Юпитера 5 августа 1917 года;
  - увеличение расстояния перигелия с 1,18 а. е. до 1,21 а. е.;
  - уменьшение орбитального периода с 11,43 до 11,28 лет;
- 0,35 а. е. от Земли 7 июня 1927 года (способствовало открытию кометы);
- 1,40 а. е. от Юпитера 25 мая 1929 года;
  - уменьшение расстояния перигелия с 1,21 а. е. до 1,18 а. е.;
  - уменьшение орбитального периода с 11,28 до 10,99 лет;
- 0,25 а. е. от Земли 7 июня 1938 года;
- 1,53 а. е. от Сатурна примерно 19 апреля 1945 года;
- 0,95 а. е. от Юпитера примерно 23 апреля 1991 года.